# Adriani Mkoba
Adriani Mkoba (* 28. Januar 1926 in Mgeta, Tanganjika; † 7. Oktober 1995) war ein tansanischer Geistlicher und römisch-katholischer Bischof von Morogoro.

## Leben
Adriani Mkoba empfing am 19. März 1953 das Sakrament der Priesterweihe für das Bistum Morogoro. Anschließend wurde Mkoba für weiterführende Studien nach Rom entsandt, wo er 1956 an der Päpstlichen Universität Urbaniana im Fach Kanonisches Recht promoviert wurde.
Am 15. Dezember 1966 ernannte ihn Papst Paul VI. zum Bischof von Morogoro. Der Bischof von Bukoba, Laurean Kardinal Rugambwa, spendete ihm am 2. Juli 1967 die Bischofsweihe; Mitkonsekratoren waren der Apostolische Delegat für Ostafrika, Erzbischof Guido del Mestri, und der emeritierte Bischof von Morogoro, Herman Jan van Elswijk CSSp. Vom 16. Juli 1968 bis 26. Januar 1973 war Mkoba zudem Apostolischer Administrator von Sansibar und Pemba.
Papst Johannes Paul II. nahm am 6. November 1992 das von Adriani Mkoba vorgebrachte Rücktrittsgesuch an.
Die Askofu Adriani Mkoba Secondary School in Morogoro wurde nach ihm benannt.